# Molophilus (Molophilus) macquillani
Molophilus (Molophilus) macquillani is een tweevleugelige uit de familie steltmuggen (Limoniidae). De soort komt voor in het Australaziatisch gebied.